# مارك صموت
مارك صمّوت (بالإنجليزية: Mark A. Sammut)‏ كاتب ومحلّل سياسي مالطي.

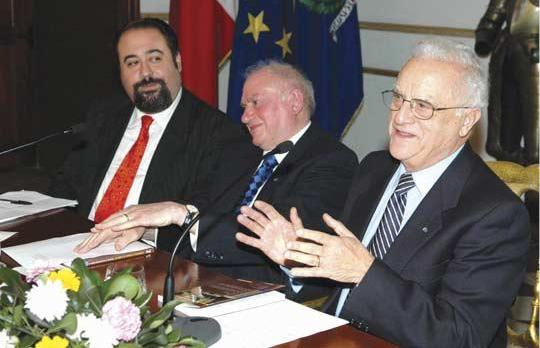
مارك صمّوت (على اليمين) مع رئيس مالطا إيدي فينيش آدامي (على اليمين) و رئيس محكمة مالطا الدستوريّة جوسيبي مفسود بونيشي (في الوسط)،
ديسمبر 2008.

## حياته المبكّرة
ولد مارك صمّوت في العاشر من شوال عام 1973 في بلدة هزبّوج في مالطا من أسرة علم وأدب فقد كان أبوه معلّمه الأول. وهم الابن الأكبر للكاتب المالطي فرانس سموت (صمّوت) وكاثرين نيكاكيا. ابتدأ طلبه للعلم في صباه في مدرسة القدّيس مونيكا ثم المدرسة الإعداديّة ستيلّا ماريس تبعتها مرحلة الثانوي بمعهد فاسّالي.

## التكوين الأكاديمي
التحق صمّوت بجامعة مالطا في مرحلة أولى أين اتّبع مسلك القانون ليتحصّل على الماجستير ثم الدكتوراه في الحقوق. ثم نال شهادة الماجستير في الترجمة من نفس الجامعة ولاحقا الماجستار جامعة لندن للاقتصاد والعلوم السياسيّة.
انتماءاته السياسيّة وتوجهاته الأخرى:
عمِل مارك صمّت قنصلا محليّا في بلده منذ 1993 إلى حدود سنة 1996 ثم عضوا للجمعيّة التعاونّية.
حضي بخطّة كاتب عدل للقنصليّة في مالطا بين السنوات 2000 و 2006. ثم شغل خطة قنصل شرف في لاتفيا (2001-2006) ورئيسا لأكاديميّة اللغة المالطيّة بين السنوات 2007 و 2009.
كان مارك صمّوت ناشطا سياسيّا في العقد الاخير من القرن الماضي وتحديدا في السنوات 1993 و 2003، فقد انساق منذ 1996 ضمن تيّار حزب العمّال المالطي. وقد اضطلع بدور محوريّ ضمن أنشطة الحزب خلال الحملة الانتخابيّة.
هوجم بشدّة من قبل الصحفيّة والمدوّنة دافني كاروانا غاليزيا حيث تمكّن بشكل استثنائي من الطعن في أقولها واثبات افترائها عليه كذبا من خلال البرهنة على عدم صحّة ادعاءاتها.
في 2010 هدّدت الصحفية المذكورة بالتوجّه إلى المحكمة الأوروبيّة لحقوق الإنسان والتقدّم بشكوى في الغرض.
أصدر الكاتب مارك صمّوت في الثالث من نوفمبر 2016 كتابا بعنوان الأقوى في أوروبا -البنما والنفوذ مثّل نقدا لاذعا وصوتا صارخا أظهر عيوب السياسات الليبرالية الجديدة لرئيس الوزراء المالطي جوزيف موسكات وكل من الوزير كونراد ميتزي والمستشار الأول كيثشمبري.
كان كذلك عضوا للجمعية الملكية للتاريخ والجمعيّة الأوروبية للتاريخ القانوني المقارني والجمعية المالطية للتاريخ.
عمل أيضا حكما بمركز مالطا للتحكيم.

## تدريسه
درّس صمّوت في جامعة مالطا سنتين على التوالي من 2014 إلى 2016 فكان يلقي محاضرات حول تاريخ القانون الجنائي المالطي.

## مواقفه
دأب على نشر مقال أسبوعي تتولى نشره جريدة استقلال مالطا كل يوم أحد.

## الكتب والمؤلفات
نشر صمّوت العديد من الأعمال من بينها:

### الكتب
-تاريخ موجز لاتفيا (مالطا 2004).
-القانون، الاخلاق والعقل، مع الاستاذ جوسيبي مفسود بونيشي قاض سابق بالمحكمة الأوروبية لحقوق الإنسان ورئيس محكمة سابق بمالطا (مالطا 2008).
-مساهمة في: الإقليم المتوسّطي؛ منظورات مختلفة وأهداف مشتركة (وزارة الدفاع، إيطاليا 2010).
-قانون العلاقات القنصليّة، مرجع معتمد من قبل جامعة فيتوتاس ماغنوس بكاونس ليتوانياّ (2010).
-محرّر وكاتب مشارك في: مالطا لدى المحكمة الأوروبية لحقوق الإنسان مع باتريك كويني ودافيد بورج بمساهمة كل من الاستاذ كيفين أكيلينا  عميد قسم الحقوق بجامعة مالطا والقاضي دجوفاني بونيلّو والدكتور ثريزة
كومّوديني كاكيا، مالطا 1987-2012.
-الأقوى في أوروبا، البنما والنفوذ، مالطا،2016.
-مقالات في تاريخ القانون المالطي والقانون المقارني، نشر دار Whitelocke Publications، أكسفورد،2017.
-أنسب الأزمنة لهم، أربع سنوات من الفساد، مالطا،2017.

### آثار أخرى
ترجمة القصة القصيرة «المجنونة» للقاصّ الإيطالي غوزي بونيشي وقد لاقت استحسانا ونالت جائزة حتى أن الاستاذ شارل بريفا صنّفها من أجود الأعمال في مصنّفه الأدب المالطي الصادر عن منشورات جامعة مالطا سنة 2008.
تعليقات عن القانون البلدي المالطي ومسائل أخرى متعلقة بالتاريخ ونظريّة القانون.
ترجمة كتاب الأمير لميكيافيللي إلى لغته الأم.